# Velilla (La Rioja)
Velilla es una aldea perteneciente al municipio de San Román de Cameros, en La Rioja (España).

## Localización
Pertenece a la comarca Camero Viejo, encontrándose en el valle del río Leza, en la orilla derecha, y enfrente de San Román.

## Demografía
Velilla (La Rioja) contaba a 1 de enero de 2010 con una población de 1 habitante, mujer.
| Gráfica de evolución demográfica de Velilla entre 2000 y 2018                                    |
|                                                                                                  |
| Población de derecho (2000-2019) según los censos de población del INE a 1 de enero de cada año. |

### Demografía histórica
En 1571 había 12 vecinos y pertenecía a Calahorra. En 1849, según el diccionario de Pascual Madoz, se componía de 15 casas y la del ayuntamiento, siendo 11 vecinos, 47 almas. Los niños acudían a la escuela gratuita de San Román fundada por los hermanos Ágreda y de esta localidad venía a atenderles el médico.

## Historia
Fue practicammente abandonada por sus habitantes a principios de 1970, año en el que se realizó el último enterramiento.
Actualmente se han restaurado buen número de casas, siendo utilizadas durante los fines de semana y durante el verano por los descientes de los que abandonaron la localidad.
Velilla aparece en el Mapa de los antiguos partidos de Logroño y Santo Domingo de Don Tomás López.

## Patrimonio

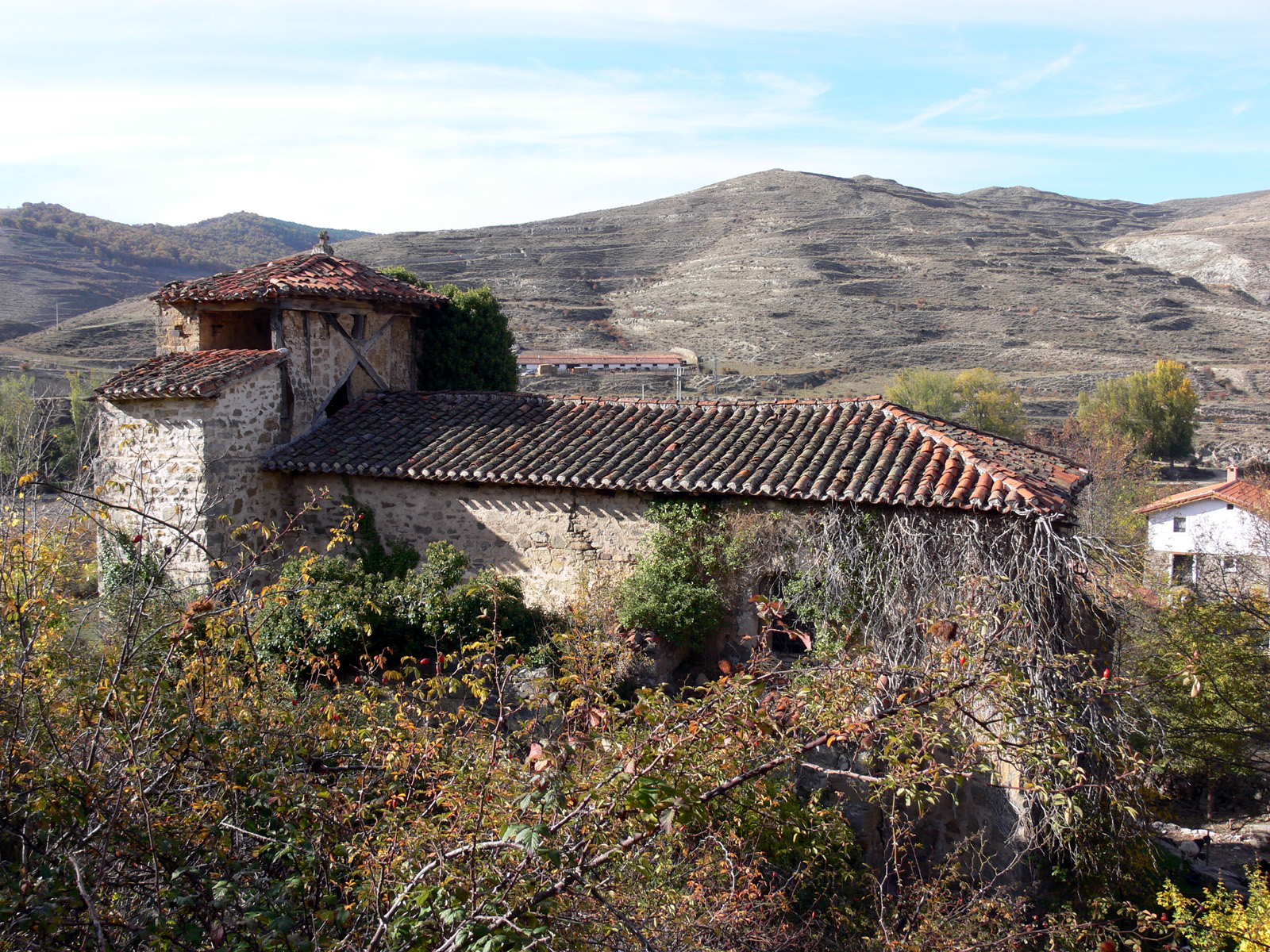
Iglesia de la Purísima Concepción.

- Iglesia de la Purísima Concepción. De finales del siglo XVI y de estilo gótico.[3]
- Puente de piedra.[3]

## Economía
La ganadería es la principal fuente económica de esta aldea: vacas, caballos, cabras y ovejas